# Hottentotta
Genre
Synonymes
- Dasyscorpio Pallary, 1938
- Buthotus Vachon, 1949
- Balfourianus Vachon, 1979
- Deccanobuthus Lourenço, 2000

Hottentotta est un genre de scorpions de la famille des Buthidae.

## Distribution
Les espèces de ce genre se rencontrent en Afrique et en Asie.

## Liste des espèces
Selon The Scorpion Files (14/07/2024) :
- Hottentotta akbarii Yağmur, Moradi, Tabatabaei & Jafari, 2022
- Hottentotta alticola (Pocock, 1895)
- Hottentotta arenaceus (Purcell, 1902)
- Hottentotta asimii Amir, Kamaluddin & Khan, 2004
- Hottentotta buchariensis (Birula, 1897)
- Hottentotta caboverdensis Lourenço & Ythier, 2006
- Hottentotta conspersus (Thorell, 1876)
- Hottentotta finneganae Kovařík, 2007
- Hottentotta flavidulus Teruel & Rein, 2010
- Hottentotta franzwerneri (Birula, 1914)
- Hottentotta fuscitruncus (Caporiacco, 1936)
- Hottentotta gambelaensis Kovařík, 2015
- Hottentotta gentili (Pallary, 1924)
- Hottentotta gibaensis Kovařík, 2015
- Hottentotta hatamtiorum Amiri, Prendini, Hussen, Aliabadian, Siahsarvie & Mirshamsi, 2024
- Hottentotta haudensis Kovařík & Lowe, 2021
- Hottentotta hoggarensis Lourenço & Leguin, 2014
- Hottentotta hottentotta (Fabricius, 1787)
- Hottentotta jabalpurensis Kovařík, 2007
- Hottentotta jalalabadensis Kovařík, 2007
- Hottentotta jayakari (Pocock, 1895)
- Hottentotta judaicus (Simon, 1872)
- Hottentotta juliae Kovařík, Yağmur & Fet, 2019
- Hottentotta keralaensis Aswhati, Sureshan & Lourenço, 2016
- Hottentotta khoozestanus Navidpour, Kovařík, Soleglad & Fet, 2008
- Hottentotta krivokhatskyi Kovařík, Yağmur & Fet, 2019
- Hottentotta lacroixi Ythier & Dupré, 2021
- Hottentotta leetzi Ythier, 2024
- Hottentotta lorestanus Navidpour, Nayebzadeh, Soleglad, Fet, Kovařík & Kayedi, 2010
- Hottentotta mazuchi Kovařík, 2013
- Hottentotta mesopotamicus Lourenço & Qi, 2007
- Hottentotta minax (L. Koch, 1875)
- Hottentotta minusalta Vachon, 1959
- Hottentotta navidpouri Kovařík, Yağmur & Moradi, 2018
- Hottentotta nigrimontanus Kovařík & Lowe, 2021
- Hottentotta niloticus (Birula, 1928)
- Hottentotta novaki Kovařík, 2015
- Hottentotta pachyurus (Pocock, 1897)
- Hottentotta pellucidus Lowe, 2010
- Hottentotta penjabensis (Birula, 1897)
- Hottentotta polystictus (Pocock, 1896)
- Hottentotta pooyani Moradi, Yağmur & Akbari, 2022
- Hottentotta reddyi Lourenço, 2015
- Hottentotta rugiscutis (Pocock, 1897)
- Hottentotta salei (Vachon, 1980)
- Hottentotta saulcyi (Simon, 1880)
- Hottentotta saxinatans Lowe, 2010
- Hottentotta scaber (Ehrenberg, 1828)
- Hottentotta schach (Birula, 1905)
- Hottentotta sistanensis Kovařík, Yağmur & Moradi, 2018
- Hottentotta socotrensis (Pocock, 1889)
- Hottentotta somalicus Kovařík, 2018
- Hottentotta songi (Lourenço, Qi & Zhu, 2005)
- Hottentotta sousai Turiel, 2014
- Hottentotta stockwelli Kovařík, 2007
- Hottentotta syrticus (Borelli, 1914)
- Hottentotta tamulus (Fabricius, 1798)
- Hottentotta trailini Kovařík, 2013
- Hottentotta trilineatus (Peters, 1861)
- Hottentotta ugandaensis Kovařík, 2013
- Hottentotta vinchu Mirza, Ambekar & Kulkarni, 2019
- Hottentotta zagrosensis Kovařík, 1997

## Systématique et taxinomie
Ce genre a été décrit par Birula en 1908 comme un sous-genre de Buthus. Il a été élevé au rang de genre par Pallary en 1925.
Dasyscorpio a été placé en synonymie par Vachon en 1949.
Buthotus a été placé en synonymie par Francke en 1985.
Balfourianus et Deccanobuthus ont été placés en synonymie par Kovařík en 2007.

## Publication originale
- Birula, 1908 : « Ergebnisse der mit Sudvention aus der Erbschaft Treitl unternommenen zoologischen Forshungreise Dr. F. Werner's nach dem agyptischen Sudan und Nord-Uganda. XIV. Scorpiones und Solifugae. » Sitzungsberichte der Kaiserlichen Akademie der Wissenschaften. Mathematisch-Naturwissenschaftliche Classe, vol. 117, no 2, p. 121-152 (texte intégral).